# Llista de bisbes d'Agde
La llista de bisbes d'Agde és la següent: 
| Bisbe | Episcopat            | Episcopat          | Notes                                                                           |
| Bisbe | Inici                | Final              | Notes                                                                           |
| --- | -------------------- | ------------------ | ------------------------------------------------------------------------------- |
| Antiguitat |                      |                    |                                                                                 |
| Sant Venusti | vers 405             |                    |                                                                                 |
| Bètic | vers 450 ?           |                    |                                                                                 |
| Alta Edat Mitjana |                      |                    |                                                                                 |
| Sofroni | 506                  |                    |                                                                                 |
| Lleó | 541                  |                    |                                                                                 |
| Fronimi | vers 569             | vers 585           |                                                                                 |
| Tigridi | 589                  |                    |                                                                                 |
| Jordi | 653                  |                    |                                                                                 |
| Wilesind | 673                  |                    |                                                                                 |
| Prim | 683                  |                    |                                                                                 |
| Just | 788, 791             |                    |                                                                                 |
| Dagobert (Dagbert, Agbert)                                                                                                | 848                  | 872                |                                                                                 |
| Bosó | 885                  | 897                |                                                                                 |
| Gerard I | 899                  | 922                |                                                                                 |
| Esteve I | 922                  |                    |                                                                                 |
| Dagobert II | 937                  | 948                |                                                                                 |
| Bernat I | 949                  |                    |                                                                                 |
| Salomó I | 954                  | 957                |                                                                                 |
| Bernat II | 958                  |                    |                                                                                 |
| Ameli | 971                  |                    |                                                                                 |
| Salomó II | 972                  | 976                |                                                                                 |
| Armand (Arnau) | 982                  |                    |                                                                                 |
| Baixa Edat Mirjana |                      |                    |                                                                                 |
| Esteve II | 990                  | 1034               |                                                                                 |
| Guillem I | 1043                 |                    |                                                                                 |
| Gontier | 1050                 | 1064               |                                                                                 |
| Berenguer | 1068                 | 1098               |                                                                                 |
| Bernat Deodat | 1098                 | 1122               |                                                                                 |
| Adalbert | 1123                 | 1129               |                                                                                 |
| Ramon de Montredon | 1130                 | 1142               | transferit a Arle (1142)                                                        |
| Ermengol | 1142                 | 1149               |                                                                                 |
| Berenguer II | 1149                 | 1152               |                                                                                 |
| Pons | 1152                 | 1153               |                                                                                 |
| Ademar | 1153                 | 1162               |                                                                                 |
| Guillem II | 1165                 | 1173               |                                                                                 |
| Pere Ramon | 1176                 | 1191 o 1192        |                                                                                 |
| Ramon de Montpeller | 1192                 | 1213               |                                                                                 |
| Pere Pulverel | 1214                 |                    | elegit però no consagrat                                                        |
| Tedisi | 1215                 | 1233               |                                                                                 |
| Bertran de Sant Just | 1233                 | 1241               |                                                                                 |
| Cristià | 1242                 |                    |                                                                                 |
| Pere Ramon de Fabre (Fabri)                                                                                               | 1243                 | 1270 o 1271        |                                                                                 |
| Pere Berenguer de Montbrun                                                                                                | 1271                 | 1296               |                                                                                 |
| Ramon del Puy | 1296                 | 1327 o 1331        |                                                                                 |
| Bernat Güerau (de Girard)                                                                                                 | 1332                 | 1337               |                                                                                 |
| Guillem Hunaud de Lanta                                                                                                   | 1337                 | 1270 o 1271        |                                                                                 |
| Pere de Bérail de Cessac                                                                                                  | 1342                 | 1353 o 1354        |                                                                                 |
| Arnau Aubert o Armand Aubert                                                                                              | 1354                 |                    | transferit a Carcassona (1354)                                                  |
| Sicard d'Ambres de Lautrec                                                                                                | 1354                 | 1371               | transferit a Besiers (1371)                                                     |
| Hug de Montruc | 1371                 | 1408               |                                                                                 |
| Guiu de Malesec | 1409                 | 1411               | cardenal, només administrador                                                   |
| Felip de Levis de Florensac                                                                                               | 1411                 | 1425               | transferit a Auch (1425)                                                        |
| Berenguer Guilhot | 1425                 | 1426               | transferit a Auch (1426)                                                        |
| Joan Teste | 1426                 | 1435 o 1436        |                                                                                 |
| Renald de Chartres | 1436                 | 1439               | arquebisbe de Reims, bisbe comendatari d'Agde                                   |
| Guillem Charrier | 1439                 | 1440               |                                                                                 |
| Joan de Montmorin | 1440                 | 1448 o 1462        |                                                                                 |
| Esteve de Roupt de Cambrai                                                                                                | 1448                 | 1460               |                                                                                 |
| Carles de Beaumont | 1462                 | 1470 o 1476        |                                                                                 |
| Jaume Minutoli | 1476                 | 1490               | commendatari                                                                    |
| Época moderna |                      |                    |                                                                                 |
| Nicolas Fieschi | 1490                 | 1494               | transferit al bisbat de Fréjus (1494)                                           |
| Joan de Vesc | 1494                 | 1525               |                                                                                 |
| Joan Antoni de Vesc | 1525                 | 1530               | transferit al bisbat de Valence (1530)                                          |
| Francesc Guillem de Castelnau de Clermont-Lodève                                                                          | 1530                 | 1540               | cardenal, comendatari                                                           |
| Claudi de La Guiche | 1541 o 1540          | 1546               | transferit al bisbat de Mirepoix (1546)                                         |
| Gilles Bohier | 1546 o 1547          | 1561               |                                                                                 |
| Aimeric de Saint-Sévérin                                                                                                  | 1561                 | 1578               |                                                                                 |
| Pere de Conques |                      |                    |                                                                                 |
| Bernat del Puy | 1578 o abans de 1583 | 1601 o 1611        |                                                                                 |
| Lluís Manel d'Angoulême (Lluís de Valois)                                                                                 | 1612                 | 1622               | comendatari                                                                     |
| Baltasar de Budos de Portes                                                                                               | 1622                 | 1629               |                                                                                 |
| Fulcran de Barrès | 1629                 | 1643               |                                                                                 |
| Joan Dolce | 13 de juny de 1643   | 26 de juny de 1643 |                                                                                 |
| Francesc Fouquet | 1643                 | 1656               | transferit a Narbona (1656)                                                     |
| Lluís Fouquet | 1656 o 1657          | 1702               | germà del anterior                                                              |
| Filibert Carles de Pas de Feuquières                                                                                      | 1702                 | 1726               |                                                                                 |
| Claudi Lluís de La Châtre                                                                                                 | 1726                 | 1740               |                                                                                 |
| Josep Francesc de Cadenet de Charleval                                                                                    | 1740                 | 1758 o 1759        |                                                                                 |
| Carles Francesc de Saint-Simon Sandricourt (Carles Francesc Simeó de Vermandois de Saint-Simon de Rouvroy de Sandricourt) | 1759                 | 1794               | darrer bisbe d'Agde, guillotinat durant el Terror. Diòcesi suprimida el (1790). |